# Яковлєв Роман Миколайович
Роман Миколайович Яковлєв (13 серпня 1976 , Харків ) — український та російський волейболіст та тренер, призер Олімпійських ігор, призер чемпіонатів світу та Європи.

## Життєпис
Почав займатися волейболом у дев'ять років у харківській спортивній школі, тренуючись під керівництвом Коренко Любові Михайлівни. У 1992 році почав виступати за харківський клуб «Локомотив» та поступив у Харківську юридичну академію. У 1994 році став чемпіоном України, а у 1995 році, виступаючи за фарм-клуб «Юракадемія», став переможцем першої ліги.
Через конфлікт з головним тренером «Юракадемії», перейшов до складу російського клубу «Білогір'я», отримав російське громадянство та перевівся на юридичний факультет Бєлгородського державного університету. У складі нового клубу двічі став чемпіоном Росії (1997 та 1998 роки). 15 травня 1998 року провів свій перший матч за національну збірну Росії. Це був матч проти збірної Польщі у рамках Світової ліги. У підсумку збірна Росії виграла срібні медалі, а Яковлєв став найкращим нападником «Фіналу чотирьох». У листопаді 1998 року увійшов до складу збірної на чемпіонат світу.
У наступному сезоні Яковлєв став найрезультативнішим гравцем чемпіонату Росії. Розіграш Світової ліги гравець провів невдало, втративши місце у збірній. Перед чемпіонатом Європи гравець не входив до складу національної команди, але тренери змінили рішення, включивши його в остаточну заявку. На самих змаганнях у Відні поступово відвоював місце в основному складі в Олександра Герасимова, а збірна Росії виграла срібні медалі. Кубок світу, який відбувся в кінці року в Японії став одним із найкращих турнірів для спортсмена. У середньому він набирав 20 очкі за матч, а у фіналі проти Японії — 30. Росія стала чемпіоном, а Яковлєва було визнано найкращим нападником та найціннішим гравцем турніру.
Восени 1999 року перейшов до складу аутсайдера чемпіонату Італії, клубу «Форлі». Яковлєв був ключовим гравцем клубу, ставши найрезультативнішим гравцем чемпіонату, а газета «La Gazzetta dello Sport» визнала його найкращим гравцем сезону. У 2000 році виграв срібну медаль Олімпійських ігор у Сіднеї. На цих змаганняях він встановив рекорд Росії швидкості подачі (125 км/год).
Восени 2000 року почав виступи за іменитий італійський клуб «Модена Воллей», за який вже грав російський клуб Олексій Казаков. Разом із ним та гравцев «Парми» Сергієм Тетюхіним потрапив у автокатастрофу після якої відновлювався три місяці.
У наступному сезоні став чемпіоном Італії, а також встановив рекорд результативності у сезоні, набравши в одному поєдинку 41 очко. Також у складі «Модени» він став фіналістом Ліги чемпіонів та володарем Кубка Європейських конфедерацій.
Продовжував активні виступи за національну збірну. У 2001 та 2003 роках став бронзовим призером чемпіонату Європи, а у 2002 році став переможцем Світової ліги та срібним призером чемпіонату світу.
У 2004 році повернувся у Росію, підписавши контракт із «Іскрою». Через рік став виступати за «Факел», з яким виграв Кубок Європейської конфедерації у 2007 році. У 2008 році почав грати за «Динамо-Янтарь» у Вищій лізі А. Через рік перейшов у московське «Динамо», де став ключовим гравцем. Гравець допоміг новій команді стати бронзовим призером чемпіонату Росії та фіналістом Ліги чемпіонів.
У 2011 році став гравцем та капітаном краснодарського «Динамо», а восени отримав перший з 2003 року виклик у збірну Росії. Разом з нею виграв Кубок світу в Японії.
У 2012 році перейшов у «Іскру», але згодом повернувся на правах оренди у краснодарське «Динамо». З наступного  сезону грав за «Зеніт-Казань» та став чемпіоном Росії. Після нетривалого періоду в клубах «Урал» та «Нова» завершив кар'єру.
З 2018 року працює старшим тренером клубу «Факел».

## Сім'я
- Син Євгеній (нар. 1996) — хокеїст Канадської хокейної ліги.
- Син Дмитро (нар. 1998) — волейболіст, діагональний болгарського «Нафтохіміка», юніорської та молодіжної збірної Росії.

## Титули та досягнення
За збірну
- Срібний призер Олімпійських ігор (2000)
- Срібний призер чемпіонату світу (2002)
- Срібний призер чемпіонату Європи (1999)
- Бронзовий призер чемпіонату Європи (2001, 2003)
- Володар Кубку світу (1998, 2911)
- Перемодець Світової ліги (2002)
- Срібний призер Світової ліги (1998, 2000)
- Бронзовий призер Світової ліги  (2001)

Клубні
- Чемпіон України (1): 1993/94
- Чемпіон Росії (3): 1996/97, 1997/98, 2013/14
- Срібний призер чемпіонату Росії (3): 1995/96, 1998/99, 2010/11
- Бронзовий призер чемпіонату Росії (1): 2009/10
- Чемпіон Італії (1): 2001/02
- Фіналіст Ліги чемпіонів (2): 2002/03, 2009/10
- Бронзовий призер Ліги чемпіонів (1): 2010/11
- Володар Кубку Європейських конфедерацій (2): 2003/04, 2006/07
- Володар Кубку Росії (4): 1995, 1996, 1997, 1998
- Фіналіст Кубку Росії (2): 2006, 2010
- Бронзовий призер Кубку Росії (3): 2004, 2009, 2013

Особисті
- Найкращий нападник Світової ліги (1998)
- Найкращий нападник Кубку світу (1999)
- Найкращий гравець Кубку світу (1999)
- Найрезультативніший гравець чемпіонату Росії (1998/99)
- Найрезультативніший гравець чемпіонату Італії (1999/00)
- Учасник матчу всіх зірок (2010, 2011, 2012, 2014)